# Elginshire (circonscription du Parlement d'Écosse)
Avant les Actes d'Union de 1707, les barons du comté de Elgin and Forres (appelés plus tard Moray) élisaient des commissaires pour les représenter au Parlement monocaméral d'Écosse et à la Convention des États. 
Après 1708, le Elginshire a envoyé un membre à la Chambre des communes de Grande-Bretagne et plus tard à la Chambre des communes du Royaume-Uni.

## Liste des commissaires du comté
- 1612: Robert Innes[1],[2]
- 1639–41, 1648: Sir Robert Innes, 1er Baronnet[1],[3]
- 1649: Sir Ludovic Gordon, 2e Baronnet[4]
- 1661–63: Thomas McKenzie de Plascarden [5]
- 1661–63, 1678 convention: Sir Robert Innes, 2e Baronnet[3],[6]
- 1665 convention: Sir Robert Innes de Muirtoun[6]
- 1665 convention, 1667 convention: Patrick Dunbar de Belnaferie [7]
- 1669–70: Sir Robert Dunbar de Grangehill[8]
- 1669–70: Sir Alexander Douglas de Spynie [8]
- 1678 convention: Sir Robert Innes, le jeune[9]
- 1681–82: Ludovick Grant de Freuquhie [10]
- 1681–82: Sir Thomas Dunbar de Grange [10]
- 1685–86: Sir Alexander Innes, 1er Baronnet[1],[11]
- 1685–86: James Calder de Muirton[12],[13]
- 1689 convention, 1689–1702, 1702–1704: James Brodie[14]
- 1689 convention, 1689–1693: Thomas Dunbar de Grange [15]
- 1696: Sir Robert Gordon, 3e Baronnet[4]
- 1698–1702, 1702: Alexander Dunbar de Westfield (sheriff) (mort vers 1702) [14]
- 1703–05: Robert Dunbar de Grangehill (mort vers 1705) [14]
- 1704–07: Sir Harry Innes, 4e Baronnet[1],[3]